# Багиров, Фаик
Фаик Багиров (азерб. Faiq Bağırov; род. 3 февраля 1976) — азербайджанский легкоатлет, выступавший в беге на средние дистанции. Участник летних Олимпийских игр 2000 года.

## Биография
Фаик Багиров родился 3 февраля 1976 года.
В 2000 году вошёл в состав сборной Азербайджана на летних Олимпийских играх в Сиднее. В беге на 800 метров занял в четвертьфинальном забеге последнее, 8-е место, показав результат 1 минута 57,39 секунды и уступив 10,04 секунды попавшему в полуфинал с 4-го места Уильяму Ямпою из Кении.
В 2009 году участвовал в чемпионате России, где выбыл в квалификации в беге на 400 метров, показав результат 51,47 секунды. В том же году выступал на Гран-при Стамбула, где также не попал в финал (1.55,18).

## Личный рекорд
- Бег на 800 метров — 1.47,16 (2000)[3]